# Нютонов бином
Биномната теорема е математическа теорема за разлагането на двучлен, повдигнат на степен.
Опростената форма на теоремата за естествени стойности на степента е:
{\displaystyle (x+y)^{n}=\sum _{k=0}^{n}{n \choose k}x^{k}y^{n-k}}
където n е естествено число и
{\displaystyle {n \choose k}={\frac {n!}{k!\,(n-k)!}}}
са биномните коефициенти, а {\displaystyle n!} е факториел на n.
Тази формула обикновено е приписвана на Блез Паскал, който я описва през 17 век. Всъщност тя е известна още на китайския математик Ян Хуй през 13 век, на иранския математик Омар Хаям през 11 век и дори на индийския математик Пингала през 3 век пр.н.е. Исак Нютон прави важно обобщение на формулата за произволна степен:
{\displaystyle {(x+y)^{r}=\sum _{k=0}^{\infty }{r \choose k}x^{k}y^{r-k}}}
където r е произволно комплексно число и коефициентите се получават с
{\displaystyle {r \choose k}={1 \over k!}\prod _{n=0}^{k-1}(r-n),}
като по определение k! е факториелът на k, и 0! = 1.

## Формули за съкратено умножение
Формулите за съкратено умножение са биноми повдигнати на дадена степен като тяхното решаване става по посочените горе математически формули.

### Формула от вида (а+b)5
Директно решение:
(a+b)5=(a+b)3.(a+b)2=
(a3 + 3a2b + 3ab2 + b3).(a2 + 2ab + b2)=
a5 + 2a4b + a3b2 + 3a4b + 6a3b2 + 3a3b3 + 3a3b2 + 6a2b3 +3ab4 + a2b3 + 2ab4 + b5 =
a5 + 5a4b + 10a3b2 + 10a2b3 +5ab4 + b5.
Решение с използването на Нютоновия бином:
{\displaystyle (a+b)^{5}=\sum _{i=0}^{5}{5 \choose i}a^{i}b^{5-i}=}
{\displaystyle ={5 \choose 0}a^{0}b^{5-0}+{5 \choose 1}a^{1}b^{5-1}+{5 \choose 2}a^{2}b^{5-2}+{5 \choose 3}a^{3}b^{5-3}+{5 \choose 4}a^{4}b^{5-4}+{5 \choose 5}a^{5}b^{5-5}=}
{\displaystyle =a^{5}+5a^{4}b+10a^{3}b^{2}+10a^{2}b^{3}+5ab^{4}+b^{5}\,}
т.е. същата формула, но по много по-лесен начин.
{\displaystyle n \choose k} е комбинация на k между n елемента, т.е. {\displaystyle {n \choose k}={n! \over k!(n-k)!}}, например, {\displaystyle {5 \choose 3}={5! \over 3!2!}=10}
|  | Тази страница частично или изцяло представлява превод на страницата Binomial theorem в Уикипедия на английски. Оригиналният текст, както и този превод, са защитени от Лиценза „Криейтив Комънс – Признание – Споделяне на споделеното“, а за съдържание, създадено преди юни 2009 година – от Лиценза за свободна документация на ГНУ. Прегледайте историята на редакциите на оригиналната страница, както и на преводната страница, за да видите списъка на съавторите. ВАЖНО: Този шаблон се отнася единствено до авторските права върху съдържанието на статията. Добавянето му не отменя изискването да се посочват конкретни източници на твърденията, които да бъдат благонадеждни. |